# SMS Mainz
Az SMS Mainz a Császári Haditengerészet egyik Kolberg-osztályú könnyűcirkálója volt az első világháború idején. Három testvérhajója a Kolberg, a Cöln és az Augsburg volt. Az AG Vulcan hajógyár stettini üzemében épült meg, gerincét 1908-ban fektették le és az elkészült hajótestet 1909 januárjában bocsátották vízre. A Nyílttengeri Flotta (Hochseeflotte) kötelékében állt szolgálatba 1909 októberében. Fő fegyverzetét 12 darab 10,5 cm űrméretű löveg alkotta és legnagyobb sebessége 25,5 csomó volt.
A Hochseeflottén belül a II. felderítőcsoporthoz (Aufklärungsgruppe II) került és a háború kitörésekor a Német-öböl őrjáratainak védelmére osztották be. 1914. augusztus 28-án brit rombolóflottillák csatacirkálók biztosítása mellett rajtaütést hajtottak végre a német őrjáratokon. Az Emsnél horgonyzó Mainzot az elvonuló britek feltartóztatására küldték ki, de jelentős túlerővel találta magát szembe. A brit könnyűcirkálókkal és rombolókkal vívott harca során megrongálódott a kormányszerkezete, így nem tudott elmenekülni. A Mainz elkeseredett ellenállást tanúsított, de számos súlyos sérülés elszenvedése után a parancsnoka az elsüllyesztésére és elhagyására adott parancsot. A britek 348 hajótöröttjét tudták kimenteni, mielőtt átfordult és elsüllyedt. Személyzetének 89 tagja, köztük a parancsnoka, Paschen sorhajókapitány veszett oda.

## Műszaki leírás
A Mainz teljes hossza 130,5 m, legnagyobb szélessége 14 m, legnagyobb merülése 5,73 m, vízkiszorítása 4889 t volt teljes terhelés mellett. Két pár AEG-Curtiss gőzturbinája két hajócsavart forgatott meg. A turbinákat tizenöt széntüzelésű kazán látta el gőzzel. A tervezett teljesítményük 20 200 le volt, amivel 26 csomós sebesség elérésére lehetett képes. 1010 t szenet tudott magával szállítani, ami révén a hatótávolsága 3630 tengeri mérföld (6720 km) volt 14 csomós sebesség mellett. Alapszemélyzetét 18 tiszt és 349 főnyi legénység adta.
A hajót 12 darab különálló 10,5 cm-es SK L/45 gyorstüzelő ágyúval szerelték fel. Kettő egymás mellett volt elhelyezve a hajó elején, nyolc volt elhelyezve a hajó közepén (négy-négy mindkét oldalon) és kettő egymás mellett a hajó hátsó részén.  Ezen ágyúk lőtávolsága 12 700 m volt és 1800 lövedéket tudtak elhelyezni a lőszerraktárakban számukra, így minden ágyúra 150 jutott. Légvédelmi tüzérségét négy darab 5,2 cm-es SK L/55 gyorstüzelő ágyú alkotta, melyekhez 2000 darab lőszer állt raktáron. A fegyverzetéhez tartozott még két 45 cm-es torpedóvető cső is, továbbá alkalmas volt 100 darab akna szállítására. A hajó fedélzetének páncélvastagsága a legvastagabb részen 80 mm-es volt. A parancsnoki torony páncélja 100 mm-es vastagságú volt, a lövegpajzsoké 50 mm.

## Szolgálata

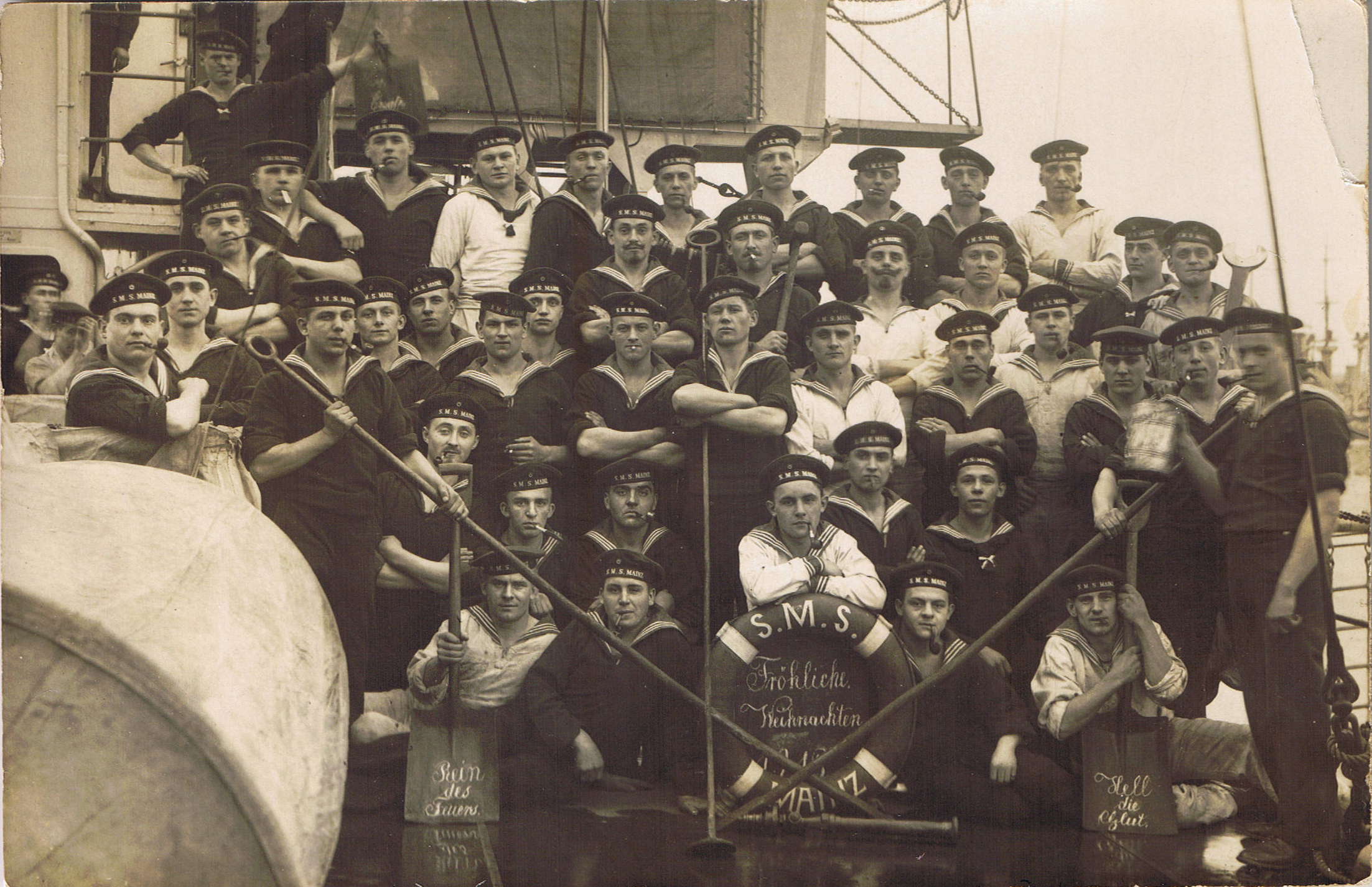
Karácsony ünnepe 1913-ban a Mainz fedélzetén

A könnyűcirkáló Ersatz Jagd néven került megrendelésre és 1907 szeptemberében fektették le a gerincét az AG Vulcannál Stettinben. 1909. január 23-án bocsátották vízre és Karl Göttelmann, a névadó város főpolgármestere végezte a keresztelését. Az ezt követő felszerelési munkálatok végeztével 1909. október 1-én adták át a haditengerészetnek és 1909. október 23-án kezdte meg a próbajáratait. A próbajáratok 1909. november 24. és 1910. január 17., majd február 23. és május 19. között szüneteltek, mivel az elégtelen hajtóműteljesítménye miatt további munkálatokat hajtottak végre rajta. Végül 1910. június 6-án csatlakozott a Hochseeflotte felderítő erőihez, ahol a Danzig helyét vette át a II. felderítőcsoportnál. Az alakulat feladata az I. felderítőcsoport csatacirkálóinak biztosítása volt. Első parancsnoka Friedrich Tiesmeyer fregattkapitány, Ernst Lindemann nagybátyja volt. Ő 1910 januárjáig látta el a feladatot.
A következő három év során a Mainz részt vett a Hochseeflotte összes hadgyakorlatán és cirkálóútján. E tevékenységek az éves Norvégiába tett nyári cirkálóúttal kezdődtek, amit a flotta Németországba való visszatérése után megtartott hadgyakorlat követett. A hadgyakorlatok során augusztus 29-én Danzigban flottaszemlét tartottak. Az év végén a Balti-tengeren végrehajtott gyakorlatozás következett. 1911 márciusában a flotta a Skagerrak és a Kattegat vizein tartott hadgyakorlatot. Június és július folyamán a Mainz a flotta több más hajójával Kielben fogadta brit és amerikai hajórajok látogatását. Az év őszi hadgyakorlatát a Balti-tengeren és a Kattegatban tartották. Egy újabb hajószemlére került sor egy osztrák-magyar delegáció látogatása során, melynek tagjai között volt Ferenc Ferdinánd koronaherceg és Rudolf von Montecuccoli tengernagy. Még e hadgyakorlatok során a Mainz nyerte el a Kaiserschießpreist (tüzérségi verseny győztesének járó díjat) a II. felderítőcsoport egységei között. A legénysége a kutterek evezőversenyében is első helyezést ért el.
1912 közepén a második marokkói válság miatt a Nyílttengeri Flotta Norvégia helyett a Balti-tengerre tette a hagyományos nyári cirkálóútját, hogy a Nagy-Britanniával és Franciaországgal kialakult feszült helyzet során ne tegyék ki veszélynek az Északi-tengeren. Ezidőtájt Heinrich Retzmann fregattkapitány volt a parancsnoka (1912 októberétől 1913 januárjáig). Retzmann távozott a parancsnoki tisztségéből mikor a Mainz szárazdokkba került június közepéig tartó generáljavításra. Ezek elvégzése után visszatért a II. felderítőcsoporthoz. A Hochseeflotte 1914 júniusában vendégül látott egy brit hajórajt pár nappal Ferenc Ferdinánd meggyilkolása előtt. Július 5-én Vilmos császár Kielbe érkezett, hogy az éves nyári útján a flottával tartson Norvégiába és közben hadgyakorlatokat is tartottak. Július 29-én, pár nappal a háború kitörése előtt a flotta már visszatért Németországba.
Még a világháború kitörése előtt, 1914 húsvétvasárnapján a cirkáló labdarúgócsapata és az 1. Fußballverein Mainz 05 barátságos mérkőzést játszott. A meccset a 3-1 arányban a városi csapat nyerte.

### Első világháború
Az első világháború kitörése utáni első napokban, 1914 augusztusának elején egyedül az Arcona cirkáló teljesített őrszolgálatot a Német-öbölben. A Mainzot és a IV. rombolóflottillát augusztus 3-án szintén erre a feladatara rendelték. Hamarosan több más cirkálót is a Német-öböl déli részén lévő Helgolandi-öbölben való őrjáratozásra rendeltek. A cirkálókat a rombolóflottillákhoz osztották be és egymást váltották az éjszakai őrjáratok biztosításában. A Mainz augusztus 16-án a VIII. rombolóflottilla társaságában hajtott végre éjszakai őrjáratozást, de ennek során nem történt rendkívüli esemény. Ezzel egyidőben brit tengeralattjárók kezdtek hozzá a német védelmi rendszer felderítéséhez. Augusztus 21-22-én a Mainz távolról biztosított rombolókat, melyek a Dogger-padon ellenőrizték a halászhajókat. Augusztus 23-án egy újabb előretörésre került sor, melynek során a Mainz és a rombolók egy csapat aknarakót kísértek. Ezek a Tyne és a Humber folyók torkolatában létesítettek aknazárakat és augusztus 26-án érkeztek vissza bevetésről.

#### Helgolandi csata

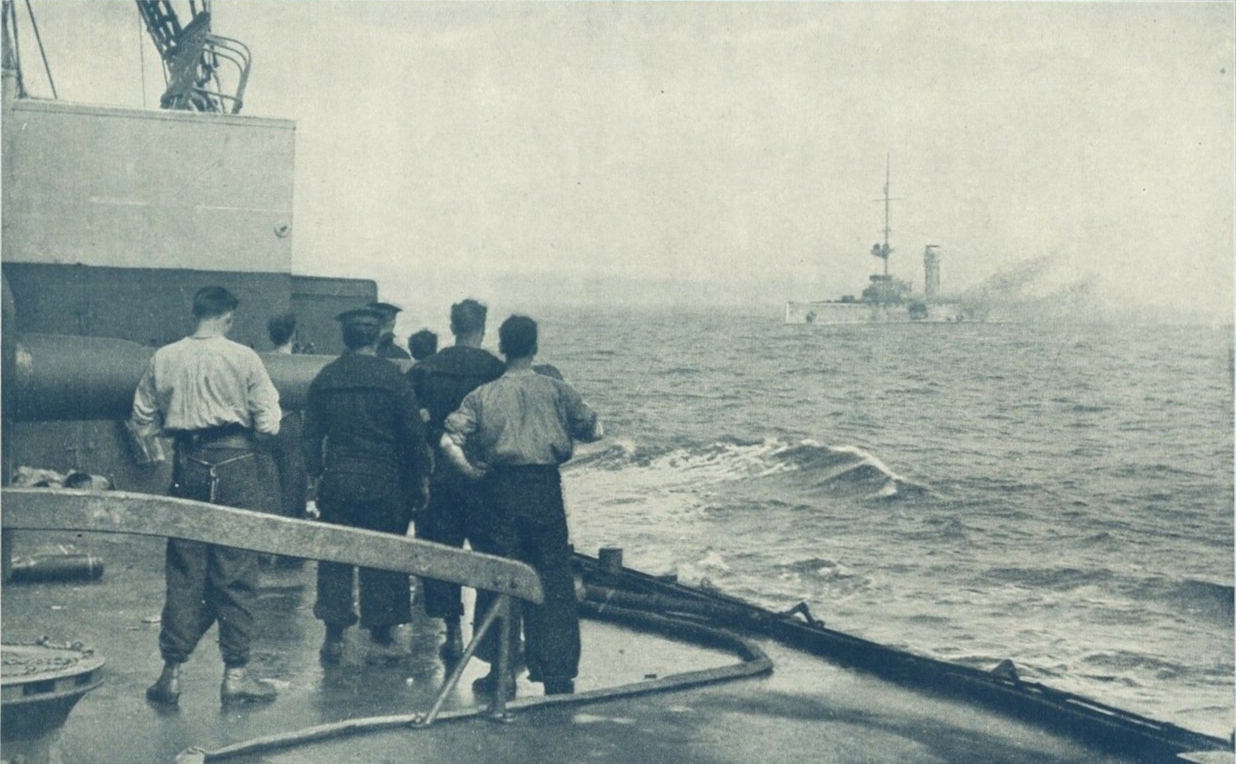
Brit tengerészek nézik a súlyosan sérült Mainzot röviddel elsüllyedése előtt

Eközben augusztus 23-án több brit tengerésztiszt egy tervet nyújtott be az admiralitáshoz, melyben a Harwichban állomásozó cirkálók és rombolók (Harwich Force) által a német járőrök elleni támadást javasolták. A terveket elfogadták és Reginald Tyrwhitt flottillaparancsnok (commodore) vezette könnyű erők támogatására rendelték David Beatty altengernagy csatacirkálóit és további könnyű erőket. A rajtaütésszerű hadművelet végrehajtását augusztus 28-ra tűzték ki. Elsőként a tengeralattjárók futottak ki augusztus 26-án, míg a felszíni hadihajók többsége másnap reggel indult útnak. A 7. cirkálóraj támogatásként való kiküldéséről utólag döntöttek és ez az egység a nap későbbi részében futott ki.
Augusztus 28. reggelén a Mainz az Ems folyó torkolata előtt horgonyzott, Borkum szigetének közelében. A térségben még bevethető cirkálók közül testvérhajója, a II.. felderítőcsoportot és a rombolóflottillákat vezető Leberecht Maaß ellentengernagy zászlóshajójaként szolgáló Cöln épp Wilhelmshavenben tartózkodott szenet vételezni, míg az Ariadne könnyűcirkáló a Weser bejáratánál horgonyzott. E három cirkáló volt kijelölve a Helgolandnál készenlétben álló Stettin és Frauenlob könnyűcirkálók és a Hela aviso-hajó támogatására. 07:57-kor a Harwich Force összetalálkozott a külső német védelmi vonalon járőröző rombolókkal, melyek a túlerő elől igyekeztek kitérni és visszavonulni a cirkálók védelme alá. A Helgoland felől érkező német cirkálók közül előbb a Stettin majd a Frauenlob csatlakozott be az ütközetbe. 09:47-kor a Mainz parancsot kapott a kazánjai felfűtésére és a visszavonuló brit erők útvonalának lezárására. A parancsot 10:00 körül kapta meg és ekkor hagyta el a Borkum melletti horgonyzóhelyét. Tevékenységét egy felderítési feladattal megbízott hidroplánnal kellett volna összehangolnia, de a hidroplán a nagy köd miatt nem tudott felderítést végezni. A német csatacirkálók ekkor még a Jade belső részénél horgonyoztak és az alacsony vízállás miatt még nem futhattak ki.

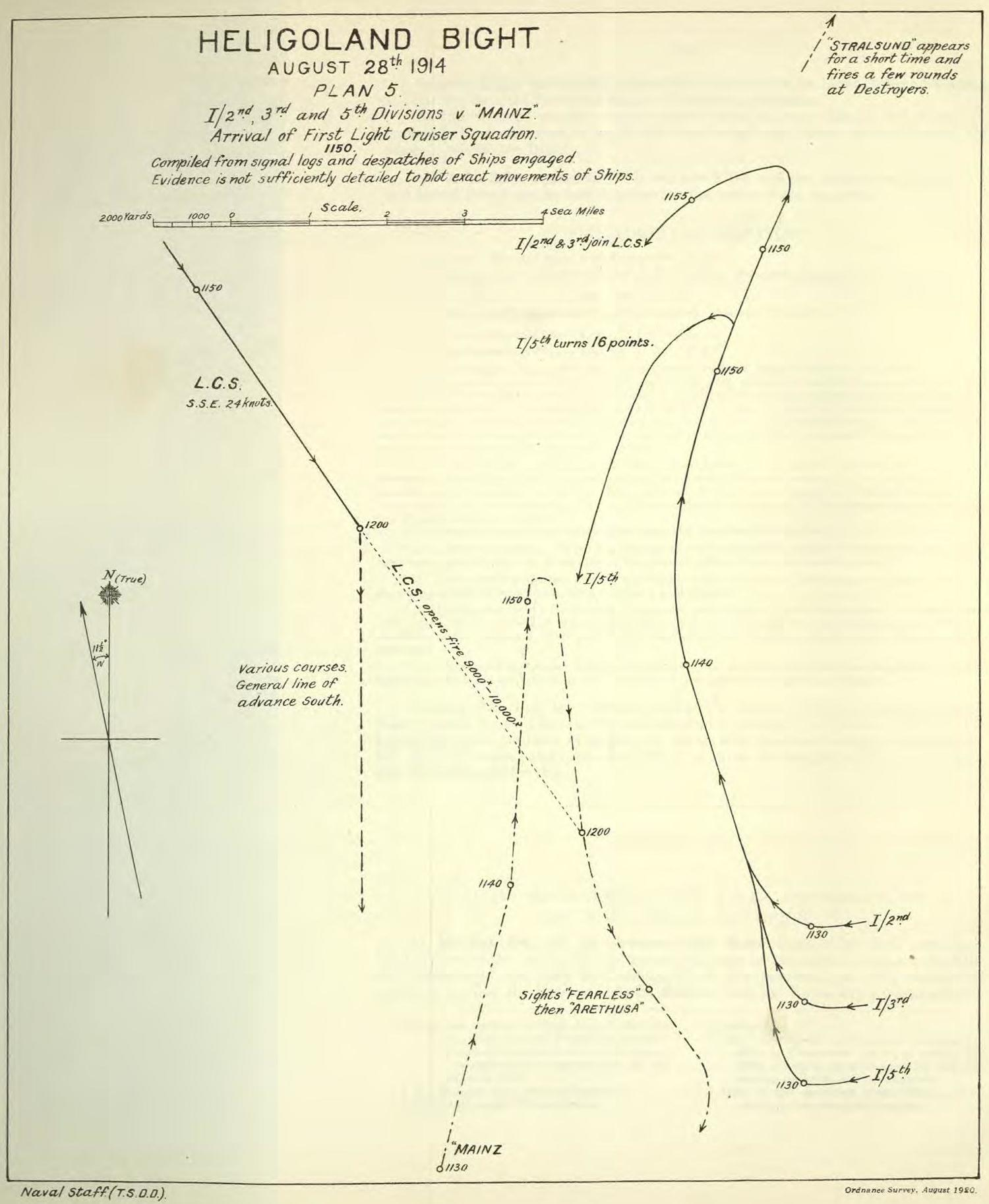
A Mainz harca brit vázlat alapján
első rész (kb. 12:30–13:05)

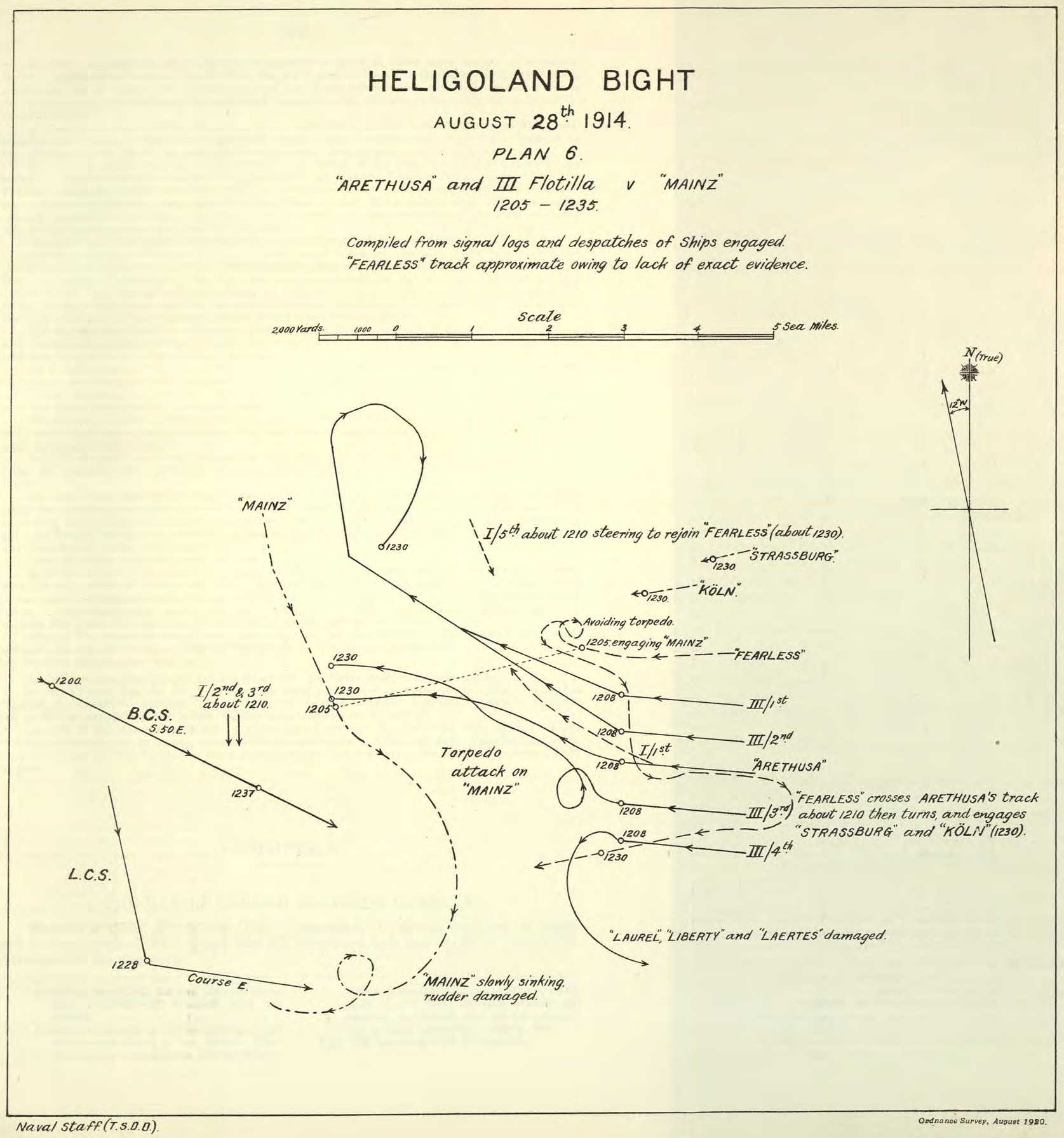
A Mainz harca brit vázlat alapján
második rész (kb. 13:05–13:35)

12:30 körül a Mainz összetalálkozott a brit Arethusa könnyűcirkálóval és a kíséretében lévő rombolókkal. Már negyed órája tartott a küzdelem, mikor három brit cirkáló tűnt fel a színen, mire a Mainz igyekezett kivonni magát a kilátástalanná vált helyzetéből és délnyugati irányra állt. Az üldözésére induló brit cirkálók számos találatot elértek rajta, de 12:55-re a Mainznak sikerült mesterséges ködbe burkolózva elszakadnia tőlük. Ezután azonban tőle balra felbukkant a Fearless cirkáló a vele lévő hat rombolóval és ezek támadást intéztek ellene. A Mainz gyorsan találatokat ért el a Laurel, Liberty és Laertes rombolókon. A Laurel a sérülései miatt kénytelen volt kitérni, míg a Laertes mozgásképtelenné vált miután egy sortűz eltalálta és károkat okozott a géptermében. A rombolókon a Mainz tüzében 49 fő esett el vagy sebesült meg.

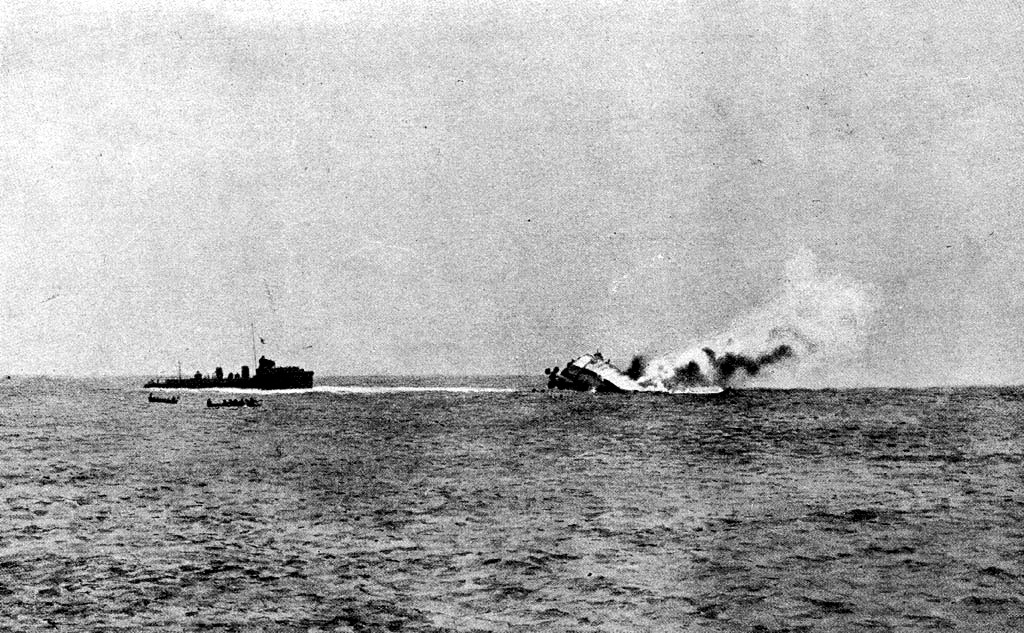
A Mainz süllyedőben

Ugyanakkor a britek is értek el találatokat és a Fearless egyik lövedéke 13:00 körül a Mainz kormánylapátját 10 fokos jobb oldali állásban megakasztotta. A legénysége leállította a baloldali hajtóművet, hogy ezzel kompenzálják a beragadt lapát hatását, de ennek ellenére is tovább kanyarodott jobbra. 13:20-ra a Mainz ágyúinak többsége használhatatlanná vált és a felépítményeit darabokra szaggatták a becsapódó lövedékek, a középső és hátsó kéménye számos találat következtében összeomlott. Egy a Lydiard rombolóról kilőtt torpedó a bal oldalán találta el, ami után a parancsnoka utasítást adott a cirkáló elsüllyesztésére és elhagyására. Paschen sorhajókapitány ezután a navigációs tisztjével elhagyta a parancsnoki tornyot. Alig távoztak a helyiségből, mikor egy becsapódó találat mindkettejükkel végzett. A hajó kommunikációs rendszere üzemképtelenné vált, ezért a Paschen utolsó parancsa a hajó egyes részeibe nem jutott el. A másodtiszt a hídra érkezve ismételten kiadta a hajó elhagyására felszólító parancsot 13:35-kor.

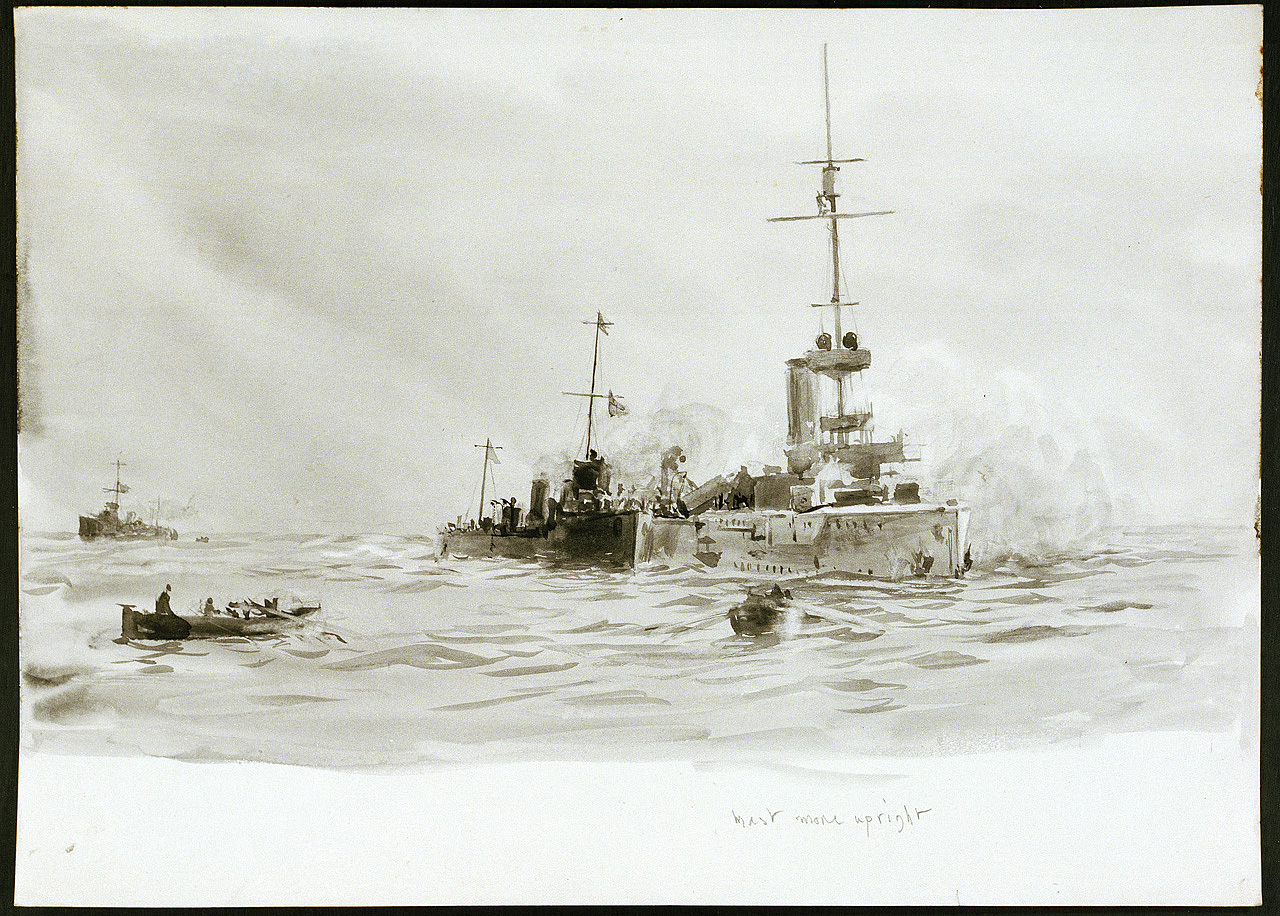
A Lurcher a túlélőket menti
(William Lionel Wyllie alkotása)

A Mainz eddigre teljesen mozgásképtelenné vált. A hajtóművei leálltak és az ágyúi elnémultak. Röviddel 14:00 előtt a Lurcher melléje állt és fedélzetére vette a sebesült német tengerészeket. 14:10-kor a Mainz, melynek fenékszelepeit az önelsüllyesztésre felszólító parancs értelmében megnyitották, bal oldalára dőlt és hirtelen elsüllyedt az É 53° 58', K 6° 42' koordinátán a kimentett és még vízben lévő német tengerészek hurrá-kiáltásai által kísérve. A britek 348 főt – köztük 60 sebesültet – mentettek ki, az elesettek száma 89 volt. 346 főt a Lurcher mentett ki, míg két tisztet a Liverpool emelt ki a vízből. A túlélők között volt Wolfgang von Tirpitz fregatthadnagy, Alfred von Tirpitz tengernagy fia. Beatty tengernagy mikor tudomást szerzett a Mainz-cal történtekről, a következő üzenetet küldette a hadifoglyoknak: „Büszke vagyok, hogy ilyen bátor férfiakat köszönthetek a hajórajom fedélzetén.” Az admiralitás első lordja, Winston Churchill Tirpitz tengernagyot az Egyesült Államok berlini követsége révén értesítette arról, hogy a fia túlélte a csatát és nem szenvedett sebesülést. A csata során a britek csekély saját emberveszteség mellett elsüllyesztettek még két német cirkálót, az Ariadnét és a Cölnt.

## Maradványai
2015 augusztusában a holland Duikteam Zeester búvárklub tagjai rátaláltak a Mainz roncsára és számos tárgyat hoztak róla a felszínre, köztük egy szextánst, a gépterem telegráfját és az egyik ágyú irányzékát. Tettüket német oldalról heves bírálat érte, mivel a hajóroncs katonai sírnak számít és ezért a nemzetközi törvények értelmében nem szabadna megbolygatni. A német szövetségi rendőrség ennek megfelelően kivizsgálta az esetet. A rendőrség három éven át nyomozott a búvárcsapatnál és kutatott a kiemelt tárgyak után. 2018 augusztusában a búvárklub és a német kormányzat megegyezésre jutott, miszerint a búvárokat elismerik a hajó megtalálóinak, ellenben vissza kellett szolgáltatniuk a kiemelt tárgyakat. Ezeket a Bundeswehr drezdai hadtörténeti múzeumában állították ki.

## Emlékezete
A Mainz elesetteinek tiszteletére az első emlékművet egy Borkum szigetén lévő kaszárnyában állították. (Itt volt a cirkáló utolsó horgonyzóhelye és 1914. december 9-én a sziget partjaira sodorta ki a víz az egyik mentőövét.) Mainz városában 1939. augusztus 27-én emeltek egy vörös homokkőből készült emlékművet a Rajna partján. A rakpartról olvasható talapzatán a »SEEFAHRT IST NOT« felirat, ami Gorch Fock 1913-ban megjelent hasonló című művére utal.
A galéria képaláírásai az emlékműn olvasható szövegeket tartalmazzák. Az áldozatok számát az emlékműn 163 főben adták meg, ami egy téves adat. A cirkálónak 89 elesettje volt és 60 sebesültje.

Az emlékmű feliratai
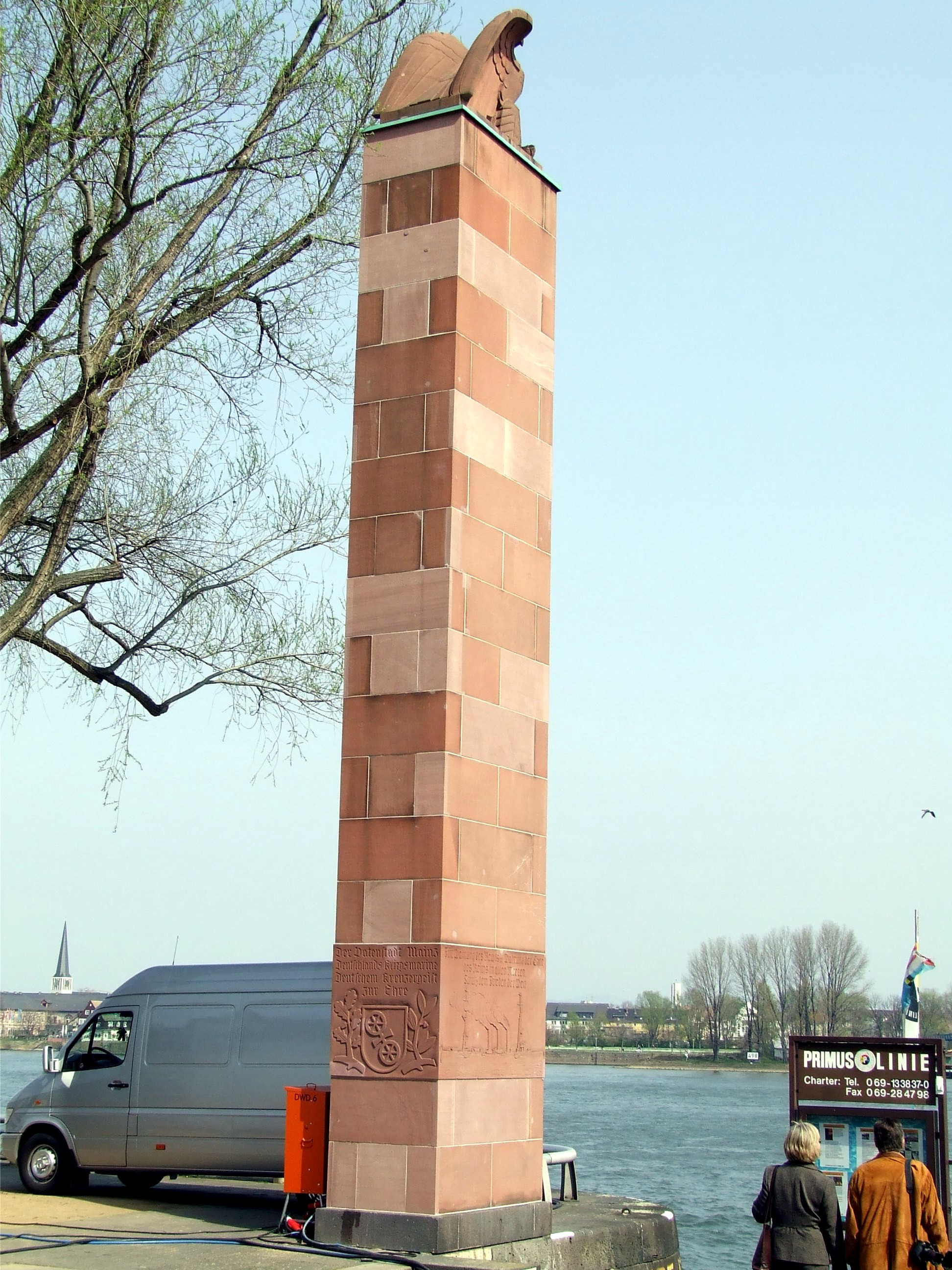
A Rajna-parti emlékmű
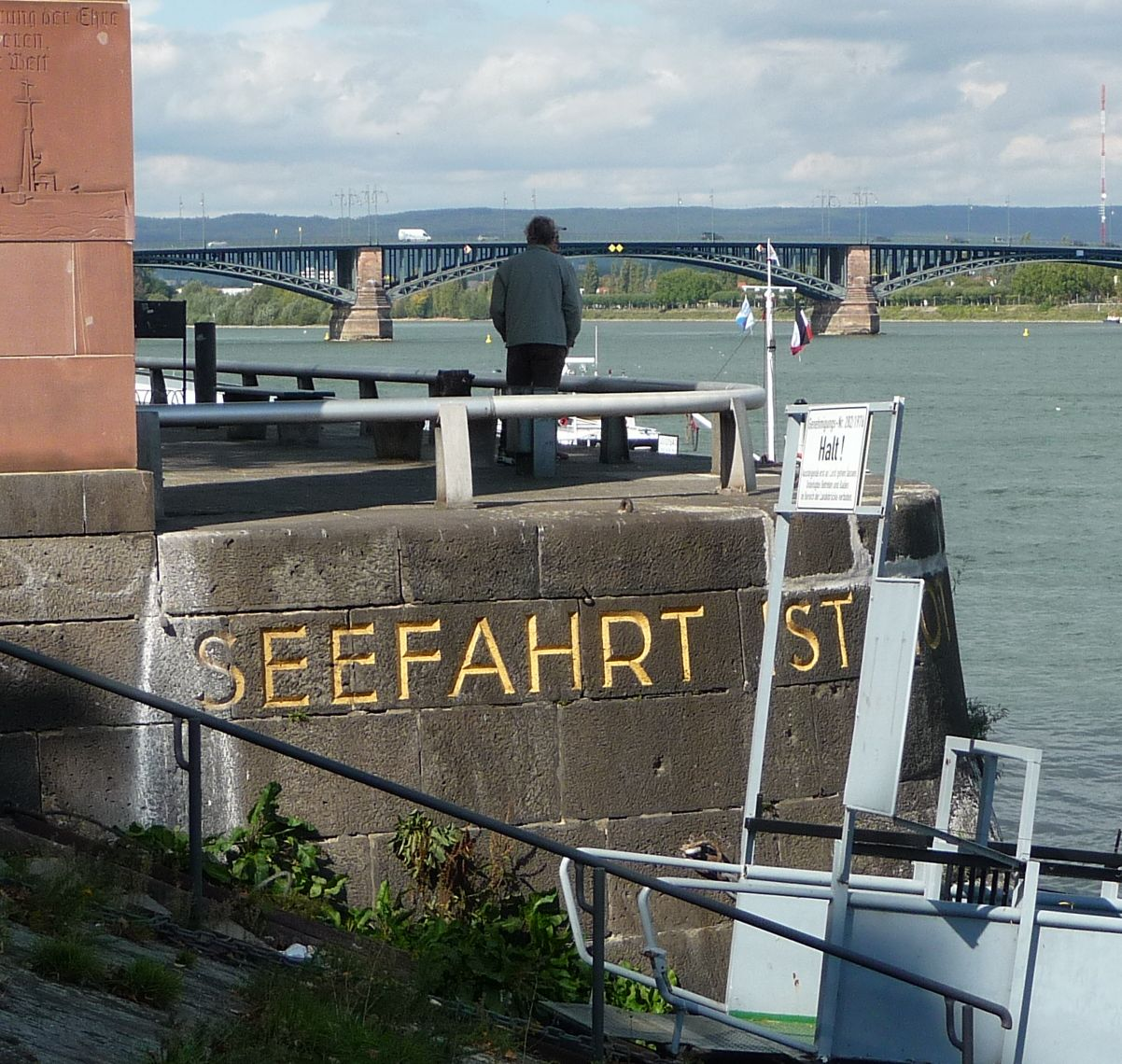
Seefahrt ist not!
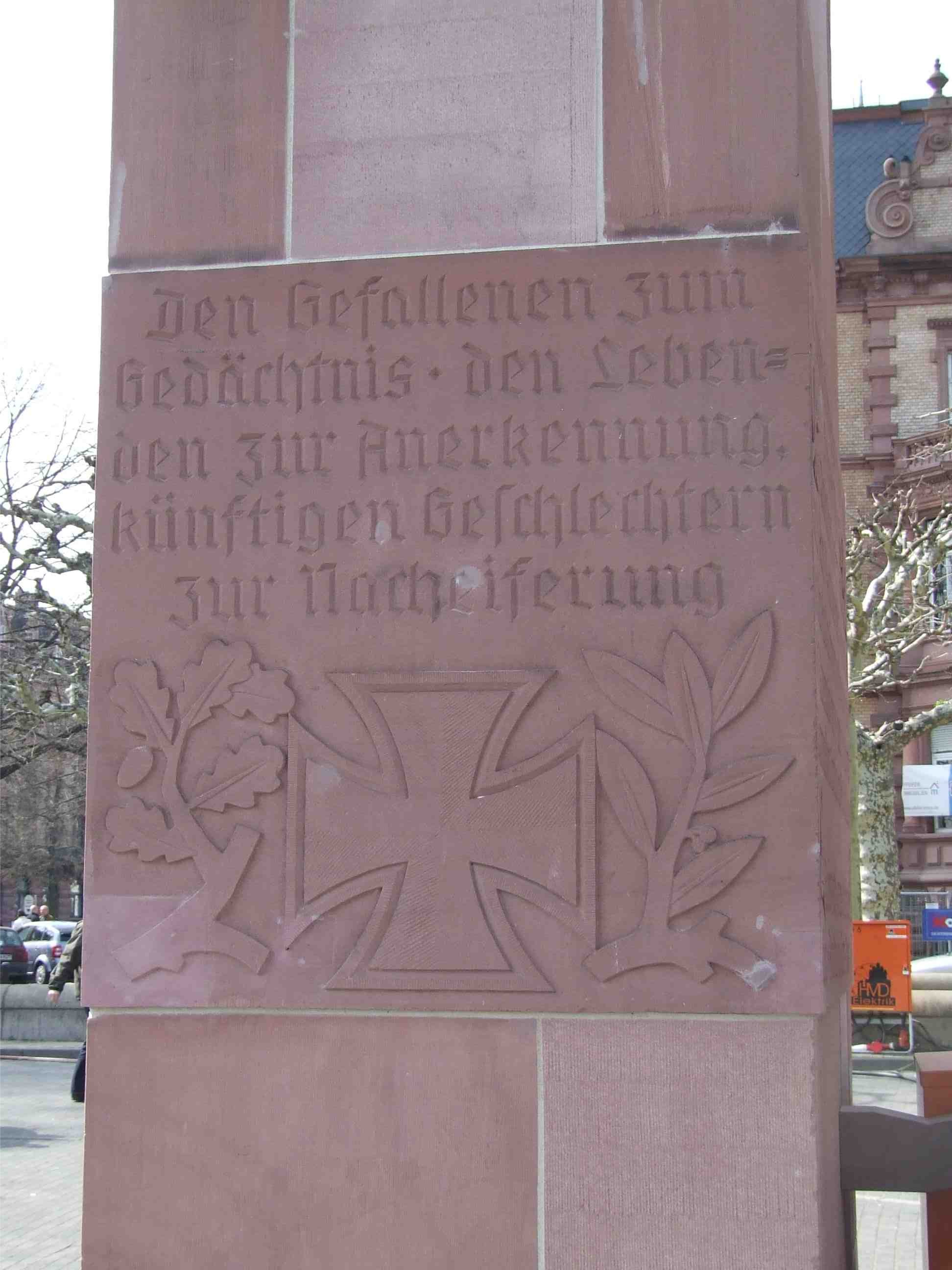
Az elesettek emlékére – az életben maradottak elismerésére, a jövő generációk épülésére
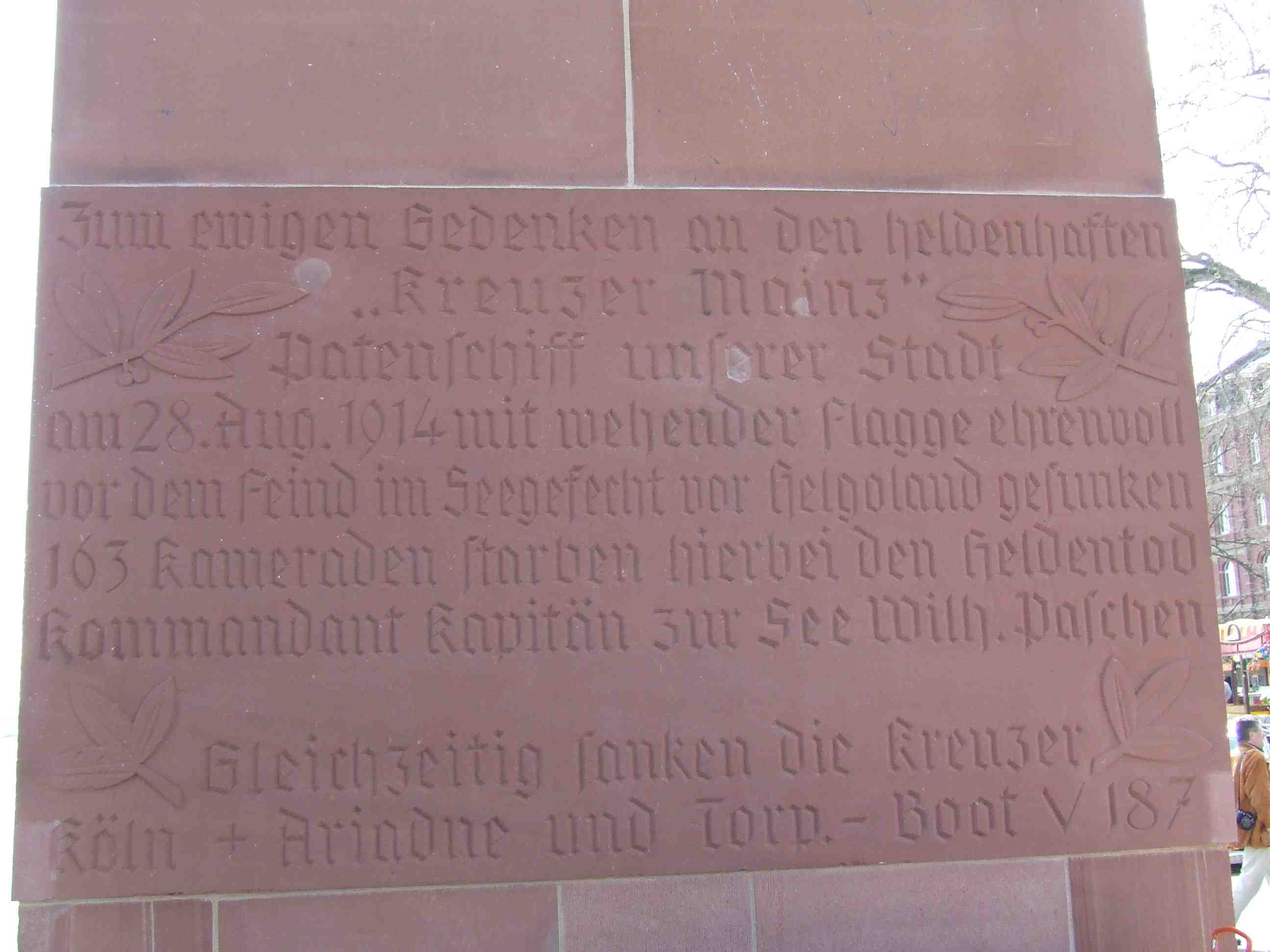
A hős „Mainz cirkáló” örök emlékére, városunk fogadott hajójának / 1914. augusztus 28-án lobogó zászlókkal becsülettel süllyedt el az ellenség előtt Helgolandnál / 163 bajtárs halt hősi halált / Wilh. Paschen sorhajókapitány parancsnoksága alatt // Egyidejűleg süllyedtek el a Cöln + Ariadne cirkálók és a V187 Torp-naszád
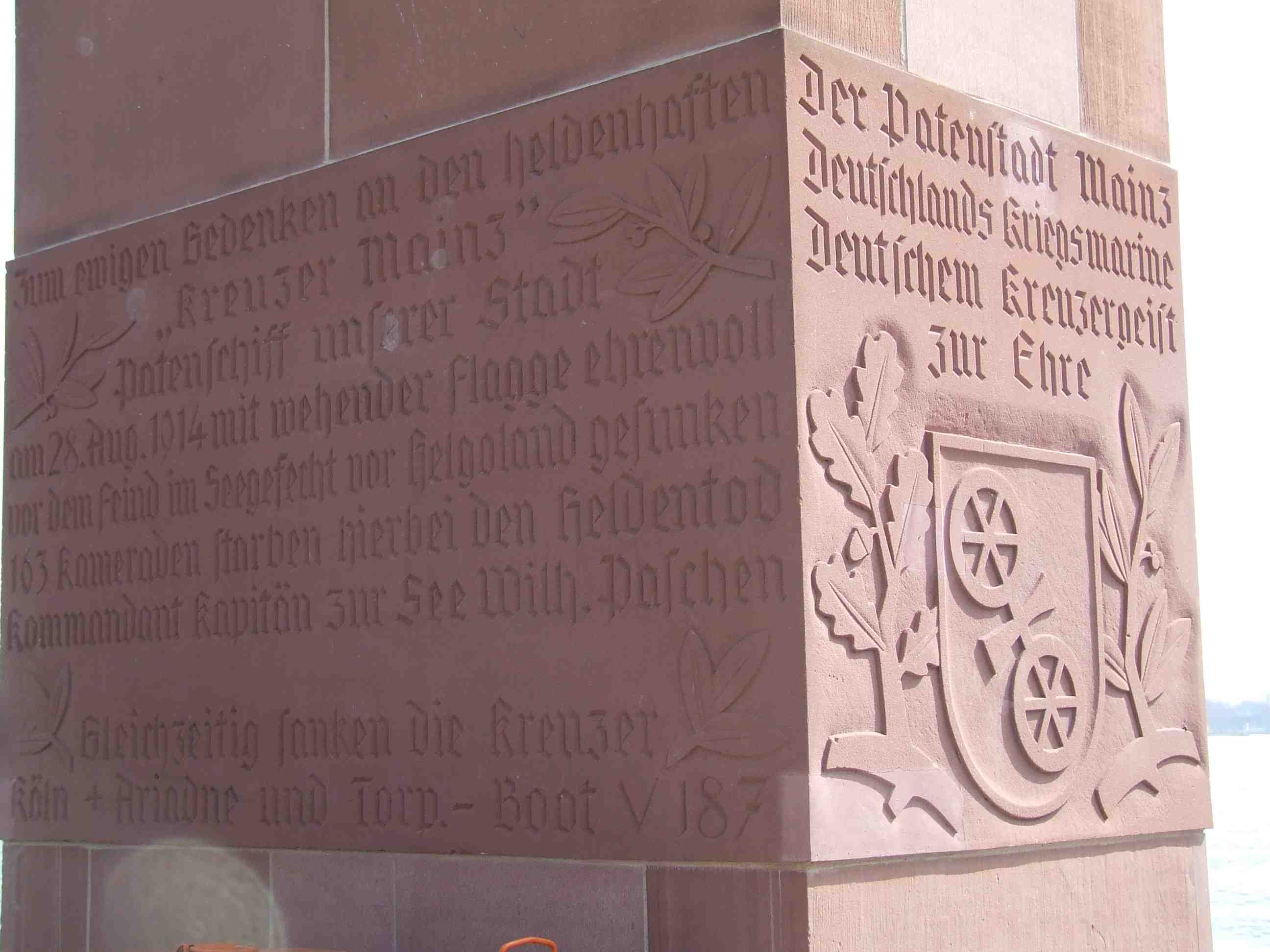
A névadó Mainz városa / Német Haditengerészet / A német cirkáló-szellemiség tiszteletére
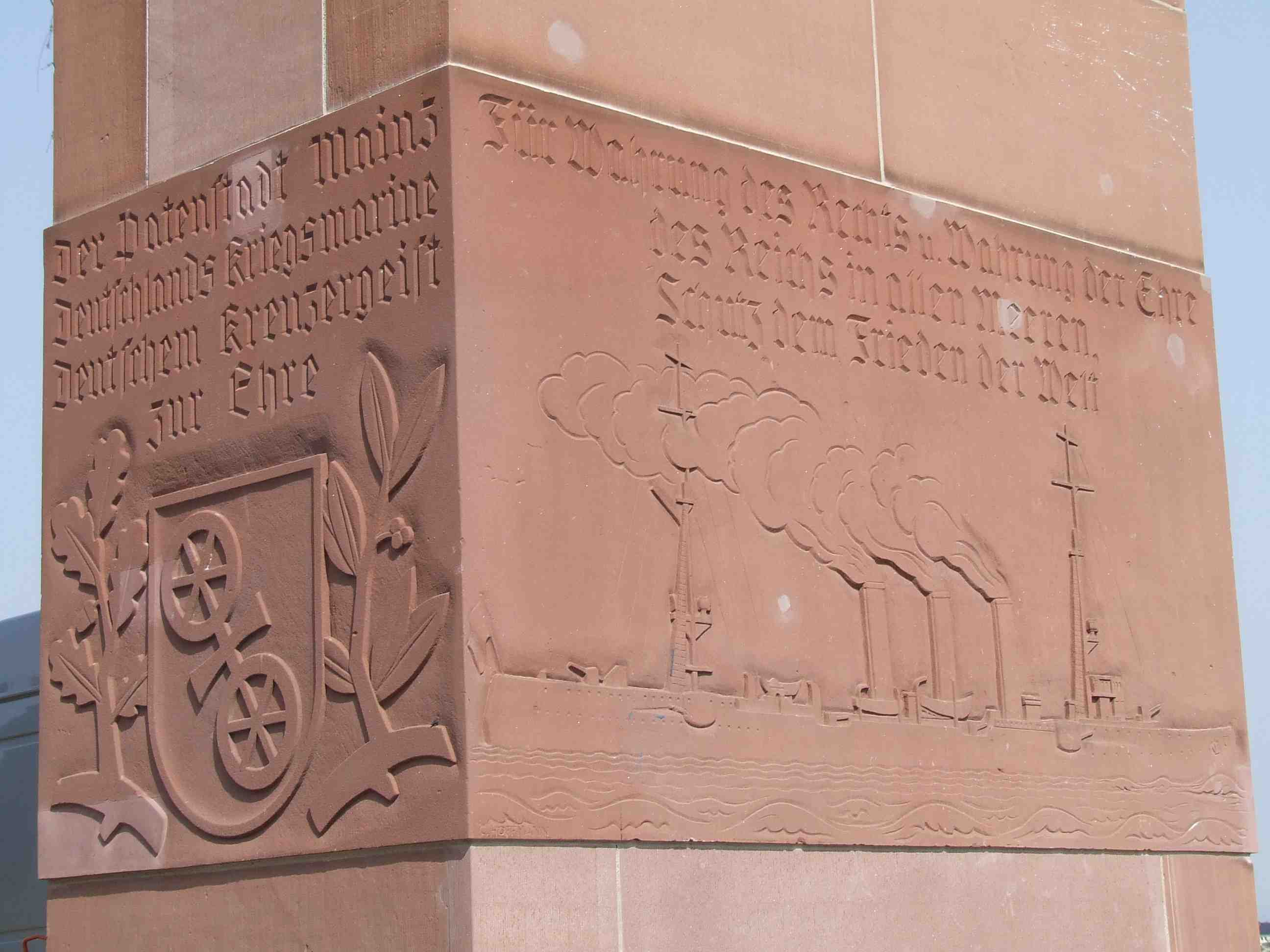
A birodalom jogainak megőrzésére és becsületének megőrzésére minden tengeren. A világ békéjének védelmére.

## Parancsnokok
| 1909 október – 1910 január                              | Friedrich Tiesmeyer fregattkapitány                                           | 1869–19?? |
| 1910 január – 1910 február 1910 május                   | Hans von Abeken fregattkapitány                                               | 1867–19?? |
| 1910 február – 1910 május                               | Őrszolgálat („Wachkommando”, hajógyári munkálatok idején)                     |           |
| 1910 június – 1910 szeptember                           | Wilhelm Timme fregattkapitány                                                 | 1867–1942 |
| 1910 szeptember – 1912 szeptember                       | ifj. Moritz von Egidy fregattkapitány/sorhajókapitány                         | 1870–1937 |
| 1912 október – 1913 január, 1913 június – 1913 november | Heinrich Retzmann fregattkapitány                                             | 1872–1959 |
| 1913 január – 1913 június                               | Gustav Blockhuis sorhajóhadnagy/korvettkapitány (Hajógyári munkálatok idején) | 1875–1918 |
| 1913 november – 1914 augusztus                          | Wilhelm Paschen fregattkapitány/sorhajókapitány                               | 1870–1914 |

## Függelék – von Tirpitz sorhajóhadnagy beszámolója
Az alábbi részlet Wolfgang von Tirpitz (1887–1968) szolgálaton kívüli sorhajóhadnagynak, a Mainz parancsnokának adjutánsának 1922-ből származó beszámolója olvasható. (Az elbeszélés az Eberhard von Mantey tengernagy neve alatt kiadott Auf See unbesiegt szöveggyűjtemény 2. kötetében jelent meg.)  Az egyik árbóckosár megfigyelőállásából Tirpitznek nagy rálátása volt a történésekre és elmondása fontos részletekkel szolgál a kiscirkáló utolsó óráival kapcsolatban. A Tirpitz által Városok-osztályúként (Städte-Klasse) megjelölt cirkálók természetesen a Town-osztályú könnyűcirkálókat jelentik.
A csata idején még fregatthadnagyi rangban szolgált, aminek  német megjelölése Oberleutnant zur See. Ez szabadabb fordításban a „tengerészfőhadnagy” alaknak felel meg. Emiatt a szövegben (fregatthadnagy helyett) főhadnagyként szerepel.

„
A „Mainz” elvesztése
1914. augusztus 28.
v. Tirpitz sz. k. sorhajóhadnagynak,

az S. M. S. „Mainz” akkori őrtisztjének előadásában. 
1922-ben volt a nyolcadik évfordulója annak a napnak, ami fejszecsapásként változtatta meg az életem menetét. Nem minden fájdalom nélkül gondolok vissza rá, mivel sok bajtársamat láttam ekkor utoljára –, ugyanakkor nem is büszkeség nélkül. – Ez 1914. augusztus 28-án történt: a „Mainz” nevű kiscirkálónkkal a Borkum előtti révnél horgonyoztunk. Két napja váltottuk le ezen a helyen az S. M. S.  „Kolberg”-et. A flottaparancsnok utasítására egy kiscirkálónak folyamatosan az Ems torkolatában kellett lennie. Ama mozgalmas júliusi estén a fenséges Sogne-fjordból való kifutásunk óta még mindig nem nyugodtunk meg. Miután Wilhelmshavenben a mozgósítás szerinti felszerelésünk befejeződött vagy Helgolandnál voltunk előretolt őrhelye, vagy szenet voltunk vételezni.

	Én az őrség középső műszakában vettem részt. Reggelente fél nyolckor ébresztett a tiszti szolgám: „Főhadnagy úr, valószínűleg ma kihajózunk!” Ez a „valószínűleg” számomra nem szolgált okként ahhoz, hogy azonnal felkeljek. Ekkor azonban a vezető torpedótiszt kopogtatás nélkül, izgatott hangon lépett be a kabinomba és a következőket mondta: „Tirpitz, ma történik valami, az angolok Helgolandnál vannak. Ma lesz a nagy tengeri csata!” Kireppentem a kabinból és pár perc alatt összekaptam magam. Azonban nem azonnal kezdődött a harc. A reggeli kávé mellett sietve megbeszéltük a helyzetet, már amennyire a vezető torpedótiszt elbeszéléséből arról értesülhettünk. Sok információ nem szivárgott le hozzánk; mivel a parancsnok szigorú parancsot adott ki, miszerint a rádióüzeneteket katonai titokként kell kezelni. Eddig ugyanis úgy volt, hogy a rádióüzeneteket, legyenek azok az Admiralstabtól származók vagy bárhonnan máshonnan valók, a hajó közkincseként tekintették, ami által a titoktartást komolyan veszélyeztették. A feszült helyzetet, amiben voltunk hamarosan a „Horgonyt fel!” parancs oldotta fel. Egy mögöttünk álló repülőgép pilótáját a fedélzetre vettük és instrukciókat kapott felderítés végzésére. Később találkoztunk vele, miután már vagy fél órája északi irányba haladtunk teljes sebességgel; a rossz időjárási körülmények miatt nem látott semmit. Bajtársainkat, Schur kapitány szintén az Ems torkolatában horgonyzó torpedónaszád-flottillájából sajnos nem vihettük magunkkal. A flotta részéről nem érkezett a kifutásukat engedélyező parancs. Ha ez a flottilla velünk tarthatott volna, talán néhány dolog másként alakulhatott volna. Így egyedül indultunk útnak. Közben tudomásomra jutott a flottaparancsnok utasítása; „az ellenség elvonuló rombolóit Helgoland védelmére támaszkodva kell hátba támadnunk!” Ezen kívül a harci helyzetet illetően csak a könnyű erők közötti összecsapásokról értesültünk. A flottavezetésbe vetett bizalom olyannyira erős volt, hogy a nekünk kiadott parancsot illetően nem senki nem adott hangot kritikának. Mindünknek az volt az érzése, hogy egy olyan akciónak a részesei vagyunk, mely a flotta egészének nagy hadműveletével áll összefüggésben. Röviddel a horgony felvonása után az elülső árbóc megfigyelőállásán lévő harcálláspontomra mentem. A munkaköri leírásom itt a következő volt: tiszti őrszem és tüzérségi megfigyelő (Offiziersausguck und Artilleriebeobachter). 11 óra körül barátom, Wenneker hadnagy leváltott tíz perc erejéig. Mikor ismét felkapaszkodtam egy kissé nehézkes helyzet állt elő. A megfigyelőállás (Krähennest) ugyanis egy vitorlavászonnal bevont rácsos kosár, melyben egy kisméretű fapadon épp csak két embernek van ülőhely. Hozzá voltam szokva, hogy mindig a jobb oldalon ülök. Wenneker ellenben a bal oldalon ült és a jelzőőr, az egy évre szerződött önkéntes Keese, a jobb oldalon. Röviden megtanakodtuk a helyzetet Wennekerrel, hogy a bal vagy a jobb oldalra üljek; amennyiben a jobb oldalra akartam volna ülni, akkor a szűk hely miatt – ráadásul 40 méterrel a víztükör felett – valamivel körülményesebb lett volna.  Valójában teljesen mindegy volt, hol ült az ember, de rövid mérlegelés után úgy döntöttem, mégis a szokott helyemet foglalom el. – Ez a mindegynek tűnő döntés mentette meg az életemet. – Röviddel a leváltás után beszéltem telefonon a hajóparancsnokkal. Az adjutánsaként az egész könyvtár gondozása rám volt bízva. Minden „Klar Schiff” parancs alkalmával a titkos könyveket egy nehezékkel ellátott ruhazsákba kellett tenni és a fedélzetre kellett vinni, hogy adott esetben azonnal el lehessen süllyeszteni, megakadályozandó ezzel az ellenséges kézbe való kerülését. Tudtam, hogy eddig még nem történt semmi és megkérdeztem és megkérdeztem Paschen sorhajókapitányt, hogy parancsot ad-e erre. A parancsnok így felelt: „Nem, Tirpitz, ezt feleslegesnek tartom. Vagy épségben hazatérünk, vagy elsüllyedünk és ebben az esetben a könyvek felszínre hozása az ellenség számára nem lehetséges.” Igazat kellett adjak neki. Később azonban kiderült, hogy ezt az intézkedést nem minden alap nélkül vették fel a „Klar Schiff”-előírások közé. Eközben teljes sebességgel haladtunk tovább északi irányba. Körülbelül fél órával később a parancsnok még egyszer felhívott engem: „Most bármelyik pillanatban rábukkanhatunk a rombolókra.” A jelzőőrömmel minden figyelmünket a legvégsőkig fokoztuk. Váltakozva hol szabad szemmel, hol az ollós távcsővel kutattuk át az előttünk lévő szakaszt. Egyszer csak négy vonással a jobb oldalon a nyári délidő párájából, mely legfeljebb 7000 méteres látótávolságot tett lehetővé, sötét járművek bukkantak elő; nyolcat lehetett biztosra kivenni; a zöld háttér előtt úgy néztek ki, mintha fekete bogarak lettek volna. Azonnal a „Jobb oldalon négy vonásra ellenséges rombolók!” A rombolók, melyek eddig nyugati irányba haladva közeledtek felénk, egyszer csak északi irányra álltak. A szócsövekből hallottam a tüzérségnek kiadott parancsokat, láttam, ahogy a lövegeket egymással párhuzamos állásban a célra álltak leszámítva az egy jobboldali ötödiket, melyet a célpont túlságosan elől való helyezkedése miatt nem lehetett célra tartani. Jól hallhatóan szólalt meg a sortűz-harang és közvetlenül utána eldördült az első sortűz. Ezt követően az volt a feladat, hogy megtaláljuk a megfelelő becsapódást. Hihetetlenül nehéz volt a megfigyelést elvégezni. A rombolók teljes sebességre kapcsoltak. Erős orr- és tathullámok festették fehérre a rombolók közti vízfelületet. Ezen kívül az egyes célok az elől való helyezkedésükből kifolyólag nem rendelkeztek szélességi kiterjedéssel. Az első sortűz becsapódásakor nem lehetett jó lelkiismerettel egyértelmű megfigyelési információval szolgálni; a második sortűz alkalmával, mikor néhány lövés még az utolsó rombolótól jobbra érkezett le és még túllőtt a célon, már megváltozott a szituáció. A jelzőőrömmel továbbíttattam a megfigyelésemet. Istennek hála most én is megtehettem a részemet. Az ellenség viszonozta a tüzet, na de hogyan! Az egyes becsapódások, melyeket a sortüzeink közötti szünetek során figyelhettem meg, messze a hajónktól jobbra voltak. Csak a levegő sistergése tudatta, hogy voltak rajunk túllövő lövések is. Túlságosan veszélyes nem volt számunkra eddig a dolog. Miközben az ollós távcsövön keresztül figyeltem, a jelzőőr megtaszított: „Főhadnagy úr, cirkálók a bal oldalon!” Átfordultam arra az oldalra és a távcsövön át láttam a három Város-osztályú cirkálót, három vonással a bal oldalon ahogy felénk tartottak. Nem volt vesztegetni való idő. Mindegyik erősebb volt nálunk. A szócsövön leüvöltöttem: „Három ellenséges cirkáló három vonásra a bal oldalon!” Rögtön ezután már fel is villantak az első torkolattüzek odaát. Élesen jobbra fordultunk, eltávolodandó tőlük. Más ellenfelek voltak; ezt egyből észre lehetett venni. A sortüzek nagyon közel csapódtak be a hajónkhoz; a becsapódásoknál sárgás gázfejlődést lehetett megfigyelni. Magas vízoszlopok emelkedtek a magasba a becsapódások helyén. A mély brummogás a levegőben nem hagyott kétséget a kalibert illetően – 15-cm-es lövegek voltak, melyekkel mi csak 10,5 cm-esekkel szállhattunk szembe. Most a britek pont mögöttünk voltak. Lépcsózetes alakzatba [Staffel] rendeződve követtek minket. Elszenvedtük az első találatot: a sziréna gőzvezetékét érte és a gőz nagy sistergéssel szökött el. Te jó ég, csak most ne bénítsanak meg minket, különben itt rohadunk meg. […sonst wird es faul.] A távolság a mögöttünk helyezkedő cirkálóktól a becslésem szerint tartotta magát. Sem mi nem tudtunk látható előnyt kiépíteni, sem az angolok nem tudtak gyorsan közeledni. A távolság azonban oly csekély volt, hogy nem engedhettünk meg magunknak egy újabb hátraesést. A két hátulsó lövegünk bátran felvette a harcot az üldözőkkel. Teljesen lehetetlen volt akár csak egy saját lövés leérkezésének a megfigyelése is. Közben egyre több találat érte a fedélzetünket. Embereket lehetett látni, amint elborulnak és elszállítják őket; – mindez azonban példaszerű rendben zajlott odalent. Ismét a hű szomszédom, a bátor Keese volt az aki hevesen oldalba lökött: „Főhadnagy úr, elől megint van valami!” Nem volt szükség távcsőre; az új ellenség elég közel volt ahhoz, hogy tisztán ki lehessen venni: egy újabb Város-osztályú cirkáló volt; rajta kívül pedig csak úgy nyüzsögtek a [kíséretében lévő] rombolók. Azonnal jelentettem a cirkáló észlelését lefelé. Kellemetlen érzés fogott el: kevés dolgot lehet itt már tenni. Csak a csoda menthetett meg minket. Látszólag az én jelentésemre reagálva jobbra kanyarodtunk. Feltételezem, hogy a parancsnok a korábbi és az új ellenség között diagonálisan haladva igyekezett elmenekülni. Kanyarodás közben az egyik találatot a másik után szenvedtük el. Azonban egyenes irányba már nem sikerült beállnunk. Számomra érthetetlen módon tovább kanyarodtunk jobbra (később tudtam meg, hogy a kormányművünket érte találat). Ez a manőver a korábbi üldözőink felé vitt minket közelebb. Ahogy egyre inkább addig kanyarodtunk, míg nem az újonnan feltűnt cirkálók épp előttünk voltak, azt feltételeztem, a parancsnok torpedótámadás végrehajtásához akar megindulni. A lelkesedés érzése járt át engem. „Ő ott lent a mélybe való utunk előtt még egyet magával akar vinni.” De a torpedótámadásra már nem került sor. Egy borzalmas lökés rázta meg az egész hajót; a megfigyelőállásban a levegőbe emelkedtünk tőle; az egész hajó belseje megremegett. Torpedótalálat ért minket. Hol és hogyan ért minket, nem figyeltem meg; korábban már több torpedó nyomvonalát észleltem, de ezek mind elkerültek minket. Amint a torpedótalálat hatalmas, csaknem a megfigyelőállásig felérő vízoszlopa aláhullott, egyértelműen éreztem, hogy a gépek leálltak. Egy lefelé tett pillantásból láttam, hogy a csekély sebességünk is gyorsan lassult. Az ellenségeink így nagyjából körbe is vettek minket; a bal oldalon volt a legtöbb ellenség. A lövegkezelőink minden irányba lőttek. A lövegeknek legalább egy része önállóan tüzelt. Nekiláttam megszámolni őket, húszan kellett legyenek a rombolókkal együtt. Csodálatos céllövészet volt számukra. Túl veszélyesek számukra már nem lehettünk. Ekkor hirtelen így szólt hozzám a szomszédom: „Nézze már, főhadnagy úr, ó, az angolok, ezek az átkozott disznók!” Az ölében, félig a kezében tartva ott voltak a véres bensőségei. Szegény fickót eltalálta egy repesz. Annak ellenére, hogy szinte egymást érintve ültünk, nem tűnt fel nekem semmi. A jó Keese barátom ereje gyorsan elapadt; lassan előredőlt és a vérveszteségtől elhalványodott a színe. Később Wenneker barátommal még sokat beszélgettünk a szédítő magasságban fent végrehajtott helycserénkről. Micsoda véletlen! – Avagy nincsenek véletlenek, melyek élet és halál kérdéséről döntenek?

	Hirtelen tűz csapott fel az előttünk lévő rombolón! A fedélzetén lévő lőszert kellett, hogy találat érje. Örömittasan jelentettem lenek az utolsó találat-megfigyelésemet. Hallotta-e egyáltalán valaki, – ki mondhatná meg ezt? Három Városok-osztályú cirkáló haladt el tőlünk 6000 m távolságra. lassan a bal oldalunkon. Mindenesetre olyannyira elől helyezkedtek, hogy torpedótalálattól ne kelljen tartaniuk. A hajó röviden megrándult. Aha, a bal oldalon felhabzott a víz és jól kivehető volt egy útnak induló torpedó nyomvonala. A torpedótiszt még utoljára megpróbálkozott sikert elérni. De sikert nem lehetett remélni. Eközben az ellenséges cirkálók belőtték magukat. Minden egyes sortűz valóságos recsegés-ropogást keltett a találatai által. Az utolsó sortűz elvitte a hátsó árbócot. Majd ismét felvillantak odaát a torkolattüzek. Tisztán kivehető volt a lövések egymásutánisága elölről hátrafele haladva, előbb az első, majd a hátsó hajón. Minden egyes felvillanó sortűznél számolni kezdtem: egy, kettő, három, négy, – és csak ötig jutottam, és ekkor már elért minket a sortűz halált és romlást hozva. Minden becsapódó sortűz megrázkódtatta az egész hajót. Most a két hátsó kéményt is ellőtték. Már nem éreztem olyan kedélyesnek magam ott fent; de mit tehetnék odalent? A harcálláspontom elhagyására a „Klar-Schiff” rendelkezései nem hatalmaztak fel mindaddig, míg nem szólítottak fel erre. De hát mindannyiunknak meg kellett halnia, – ebben teljesen biztos voltam. Tehát teljesen mindegy volt, hol hal meg az ember. Az ütközet, az életre-halálra menő harc, amire belül oly gyakran felkészül az ember, megérkezett. Milyen gyakran vetődött fel elgondolkodóan a kérdés: „Hogyan fogod közben tartani magad?” A fatalizmus érzülete ragadott meg. – Egy alkalommal fohász fakadt ki az ajkaim közül: „Úristen, csak gyorsan csináld!” Ekkor hirtelen nyugalom öntött el. Az ellenséges cirkálókon zászlójelzések tűntek fel. Az elmúlt óra szörnyű recsegése és dübörgése után rejtélyesnek hatott a csend. Csak a távolban hallatszottak még tompa sortüzek, melyek egy másik ütközet helyszínéről kellett származzanak. A lövöldözés látszólag véget ért. Most az volt a kötelességem, hogy azonnal lemásszak és segítsek ott, ahol tudok. A fedélzeten nagy volt a pusztítás. Vasdarabok, véres emberi testek, a fedélzet elhajlott lemezei, fényszórók maradványai és lángban álló mentőmellények borították a talajt. Egyáltalán minden lángokban állt. Ez volt az első benyomásom odalent. Azonnal megpróbáltam megállapítani, ki a legmagasabb még élő tiszt. A fedélzeten Wenneker jött velem szemben és ezt kiáltotta oda nekem: „A tisztek közül mindenki meghalt vagy súlyosan megsebesült.” Találkoztam még a vezető mérnökkel és rövid vele folytatott beszélgetés után megállapítottam, hogy én voltam a rangidős tiszt. Hangosan így kiáltottam: „Enyém a parancsnokság!”, és ezt az életben lévők azonnal továbbították. – Mit lehetett még tenni? Az angolok mentőakcióba kezdtek. Legalább a hajó távolabbi környezetében megfigyelhető volt, ahogy több csónakot is vízre eresztettek. Láttam, ahogy hátulról egy romboló felénk közelít és láthatólag mellénk igyekezett állni. „Meg akar minket csáklyázni.” – villant át az agyamon. Azt nem tudtam, milyen állapotban van a hajó belseje. Lehet, hogy az volt [a brit romboló] szándéka, hogy vontába vesz minket; azt sem lehetett kizárni, hogy körbe akarnak nézni a fedélzeten a titkos könyvek megszerzése érdekében. A „Kézifegyvereket készenlétbe helyezni!” („Klar bei Hand-Waffen!”) paranccsal megpróbáltam az embereket felrázni; de a parancsom hatás nélküli volt. Egy altiszt így szólt hozzám: „Főhadnagy úr, ennek már nincs semmi értelme.” Már csak egy lehetőség maradt: a hajót amilyen gyorsan csak lehet el kell süllyeszteni. Mindenhova hangosan kiadtam a parancsot: „Hajót elárasztani!” („Schiff fluten!”) Derék vezető mérnökünk, Schatzmann azonnal lement a legénység egy részével a gépekhez támogatásként. Két mérnök, Rohlfs és Johannsen, közvetlenül a parancsom után a gépterembe mentek, hogy hozzálássanak a szükséges munkák elvégzésének. A vezető mérnökkel végigjártam a hajót, hogy képet kapjak arról, még meddig maradhat a felszínen. Hátul nem volt vízbetörés. Minél előrébb haladt az ember, egyre jobban lehetett hallani, ahogy a lövedékek ütötte lyukakon befelé csörgedezett a víz. A torpedóterem közelében lévő keresztválaszfalhoz érve már nem jutottam tovább. Elhajlott részek és egy találat okozta egyéb következményei eltorlaszolták az utat. Kétségesnek tűnt számomra, hogy a rásegítésünk nélkül a hajó hamarosan elsüllyedt volna-e. Ismét felmentem a felső fedélzetre. Nagy megkönnyebbülésemre azt láttam, hogy az angol romboló mellénk való beállása csak emberbaráti szándékból történt; hátul hosszában beállva rögzítette magát hozzánk és hozzákezdett az életben maradottak és a sebesültek kimentésének. A titkos könyvek sorsának gondja alól Wenneker mentesített minket, aki a romboló közeledtekor őrült sietséggel az általam nekiadott kulccsal felnyitotta a titkos szekrényt, a [titkos iratokat] egy lepedőbe becsavarva és egy gránátot nehezékként hozzátéve a vízbe hajította. Nagy megrökönyödésünkre a csomag a felszínen lebegett és egyáltalán nem akart elmerülni, pedig Wenneker fentről üres lőszerhüvelyekkel bombázta. A lepedőben egy nagy buborék keletkezett és a fehér anyag jól kivehetően világított az úszó roncsdarabok között. A kevés sérülést nem szenvedett tiszt eközben a sebesültek elszállításáról gondoskodott. Számomra már nem maradt sok teendő. Mivel a súlyos sebesültek sokszor segítségért kiáltottak, kiosztottam nekik a még használható mentőmellényeket és felerősítettem rájuk. Ezután felmentem a hídra. Itt megpróbáltam a Kuhland zászlóssal számolásokat végezni, hogy felmérjem, az elsüllyedés után a hajóból ki fog-e állni még valami; ebben az esetben a még kiálló részbe kapaszkodva meg lehetett volna várni, míg német hadihajók nem érkeznek be. – De a függőón olyannyira szét volt lőve, hogy nem lehetett vele mit kezdeni. Ekkor a jobb oldalon a Lion-osztály csatacirkálói fenséges vonalban haladtak el. Érdekes volt a festésük: nagyjából és egészében világosszürkék voltak, de a világos alapra sötétszürkével könnyűcirkálók sziluettjei voltak felfestve. – Lassan érzékelni lehetett, hogy az „elárasztás” parancsnak hatása volt: a hajó orra egyre inkább megsüllyedt. A tiszteknek ekkor utasítást adtam a fedélzet elhagyására. A jó számvivő tisztre, a sebesültekről gondoskodó Terksre én magam kötöttem fel a mentőmellényt; [ugyanis] elvesztette a cvikkerét és azt állította, hogy emiatt nem lát semmit. Majd ezután a testileg nem túl edzett férfi kutya módjára hasast ugrott a vízbe. Bármennyire is komoly volt a helyzet, [ezt látva] a komikusság érzete futott át rajtam. Mindenki, aki mozogni tudott, elhagyta a fedélzetet. Azt nem tudtam, hogy Schatzmann mérnök még a fedélzet alatt van. Ez a bátor férfi szolgálatának hű teljesítése közben merült el a hajóval együtt. Őt mindig is különösen kedveltem. Magamnak sem kívántam volna soha másként. Az ezt megelőző szörnyű órákban a közönyösség érzése kerített hatalmába. Emellett az volt a nézetem, hogy helyettes parancsnokként a hídon kellett álljak mikor a hajó, melyért a császárnak tartoztam felelősséggel, elsüllyed. A még hátul lévő rombolónak odaintettem, hogy távolodjon el. Látható volt, hogy a hajónk közvetlenül az elsüllyedés előtt áll. A víz emelkedése már szemmel látható volt. A felépítmény előtti részt elöntötte a víz. Hátul a romboló teljes gőzzel hátramenetbe kapcsolt; a rögzítő elemei gyufaszállakként roppantak szét. A hajó ekkor balra kezdett dőlni. A hajóhíd jobb oldala gyorsan közeledett felém. Egy pillanatig megkapaszkodtam a lejárat oldalfalába, de már körbe is ölelt a víz. De milyen kijózanító hatása van pár korty sósvíznek! Minden olyan szándékom, hogy önként merüljek el, elmúlt. Minden erőmmel megpróbáltam a felszínre jönni. Amint feljöttem, egy úszó roncsmező vett körbe engem. A csónakok felől hurrá-kiáltásokat hallottam. Előttem a vízben lebegett két szétszaggatott mentőmellény; megragadtam őket. Becslésem szerint fél órán át úsztam. – Wenneker azt állította később, hogy legfeljebb tíz perc telt el –, mígnem egy brit kutter megközelített. Felvettek és hátulra vittek. Egy másik kutterbe helyeztek el minket és ez a „Liverpool” kiscirkálóhoz vitt, mely a fedélzetére emelt minket. Ebben a csónakban volt még Terks, a számvivőtiszt, Wenneker és még pár másik tiszt és a legénység néhány tagja – mindannyian nagyon megviselt állapotban. Az angol cirkáló fedélzetén illően bántak velünk. Ruhákat adtak kölcsön nekünk. A saját dolgainkat a gépteremben lettek megszárítva. Kaptunk portói bort, a tiszti étkezdében tartózkodhattunk és csak a terem előtt álló két őr jelenléte tudatta, hogy foglyok voltunk. Fél órával azt követően, hogy a fedélzetre kerültem, hivatott magához a parancsnok. A következő, a tengernagyától kapott rádióüzenetét olvasta fel nekem: „Büszke vagyok, hogy ilyen bátor tiszteket üdvözölhetek a hajórajom fedélzetén.” Tudattam ezt a bajtársaimmal; mindannyiunknak jól esett, mivel megmutatta, hogy a „Mainz” tisztességgel merült alá. – 
”

## Fordítás
- Ez a szócikk részben vagy egészben  a   SMS Mainz című angol Wikipédia-szócikk ezen változatának fordításán alapul.  Az eredeti cikk szerkesztőit annak laptörténete sorolja fel. Ez a jelzés csupán a megfogalmazás eredetét és a szerzői jogokat jelzi, nem szolgál a cikkben szereplő információk forrásmegjelöléseként.
- Ez a szócikk részben vagy egészben  a   SMS Mainz című német Wikipédia-szócikk ezen változatának fordításán alapul.  Az eredeti cikk szerkesztőit annak laptörténete sorolja fel. Ez a jelzés csupán a megfogalmazás eredetét és a szerzői jogokat jelzi, nem szolgál a cikkben szereplő információk forrásmegjelöléseként.

## Ajánlott olvasmány
- von Mantey, Eberhard. Auf See unbesiegt, 2. kötet, München: Lehmanns Verlag (1922) (Az SMS Mainz elsüllyedése – Wolfgang von Tirpitz sorhajóhadnagy beszámolója, 18-25. o.)
- Groos, Otto. Der Krieg zur See – Der Krieg in der Nordsee, 1. kötet (von Kriegsbeginn bis Anfang September 1914), Berlin: E. S. Mittler & Sohn (1920). ISBN 978-9949-22-856-0 (131-224. o. – A helgolandi csata német leírása)
- Naval Staff Monographs Vol. III (1921) („The Battle of Heligoland Bight, 28th August 1914”, 108-166. o. – A helgolandi csata brit leírása)

## Linkek
- Kaiserliche Flotte: SMS Mainz
- Martin Eich: Vor einem Jahrhundert wurde das Kriegsschiff „SMS Mainz“ bei Helgoland versenkt. In: Allgemeine Zeitung (Mainz), 2014. augusztus 23., Hozzáférés: 2017. május 4.